# 10 Inversion Roller Coaster
10 Inversion Roller Coaster sont des montagnes russes assises du parc Chimelong Paradise, situé dans le district de Panyu, à Canton, dans la province de Guangdong, en Chine. Ouvertes en 2006, ce sont les deuxièmes montagnes russes au monde à avoir 10 inversions après Colossus, à Thorpe Park au Royaume-Uni, qui ont ouvert en 2002, et dont c'est une copie conforme.

## Statistiques

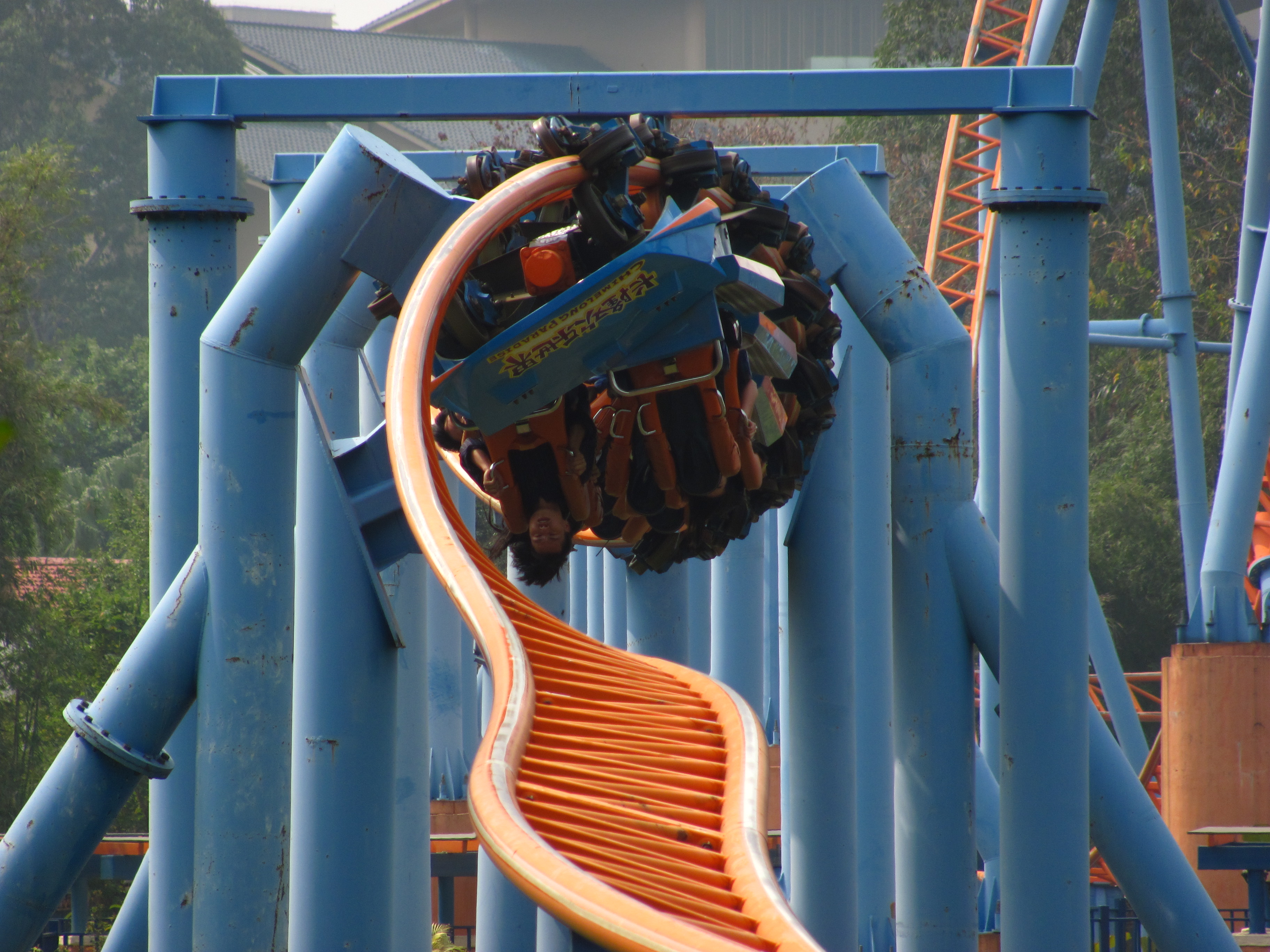
Un corkscrew.

- Trains : 7 wagons par train. Les passagers sont placés par deux sur deux rangs pour un total de 28 passagers par train.
- Éléments : Looping vertical / Cobra roll / Double Corsckrews / Quad[1] Heartline Rolls (Quad Zero−G−Heart Roll) / Heartline Roll (Zero−G−Heart Roll)